# Кінцевий Артем Володимирович
Артем Володимирович Кінцевий (біл. Арцём Уладзіміравіч Канцавы; 29 травня 1985, Гомель) — білоруський футболіст, нападник клубу «Торпедо-БелАЗ».
Почав кар'єру в мінському клубі РУОР з першої ліги, також виступав в міні-футбольному клубі «Верас» (Несвіж) (1999/2000). У 2001—2002 роках грав в БАТЕ (Борисов), у складі якого в 2002 році став чемпіоном Білорусі. У 2003 перейшов в російський «Спартак» (Москва), у 2004 грав в Новоросійському «Чорноморці» із першого дивізіону. У 2005 повернувся до Білорусі, в команду МТЗ-РІПО.
З 2009 року грає в клубі «Спартак-Нальчик».
У 2010 році орендований білоруським клубом БАТЕ, а за рік уклав з борисовським клубом повноцінний контракт.
На початку 2014 року приєднався до «Торпедо-БелАЗа».

## Титули і досягнення
- Володар Кубка Росії (1):

Спартак (Москва): 2002-03
- Чемпіон Білорусі (5):

БАТЕ: 2002, 2010, 2011, 2012, 2013
- Володар Кубка Білорусі (3):

МТЗ-РІПО: 2004-05, 2007-08
БАТЕ: 2009-10
- Володар Суперкубка Білорусі (3):

БАТЕ: 2010, 2011, 2013